# Regionalwahl in Kalabrien 2014
Die Regionalwahl in Kalabrien 2014 fand am 23. November statt; der Regionalrat und der Präsident der Region Kalabrien wurden gleichzeitig gewählt.

## Wahlergebnis
| Kandidaten                                                               | Kandidaten            | Stimmen | %    | Listen                             | Stimmen | %    | Mandate |
| ------------------------------------------------------------------------ | --------------------- | ------- | ---- | ---------------------------------- | ------- | ---- | ------- |
|                                                                          | Mario Oliveriogewählt | 490.229 | 61,4 | Partito Democratico                | 185.209 | 23,7 | 9       |
| Oliverio Presidente                                                      | Mario Oliveriogewählt | 490.229 | 61,4 | 97.618                             | 12,5    | 5    |         |
| Democratici Progressisti                                                 | Mario Oliveriogewählt | 490.229 | 61,4 | 56.928                             | 7,3     | 3    |         |
| Calabria in #Rete (ApI - Autonomia Sud - I Demokratici - Moderati - PRI) | Mario Oliveriogewählt | 490.229 | 61,4 | 40.763                             | 5,2     | 1    |         |
| La Sinistra (SEL - IdV - PCdI)                                           | Mario Oliveriogewählt | 490.229 | 61,4 | 34.120                             | 4,4     | 1    |         |
| Autonomia e Diritti                                                      | Mario Oliveriogewählt | 490.229 | 61,4 | 29.312                             | 3,7     | –    |         |
| Centro Democratico                                                       | Mario Oliveriogewählt | 490.229 | 61,4 | 26.831                             | 3,4     | –    |         |
| Nuovo CDU                                                                | Mario Oliveriogewählt | 490.229 | 61,4 | 12.007                             | 1,5     | –    |         |
| ↳ Gesamt                                                                 | Mario Oliveriogewählt | 490.229 | 61,4 | 482.788                            | 61,7    | 19   |         |
|                                                                          | Wanda Ferro           | 188.288 | 23,6 | Forza Italia                       | 96.066  | 12,3 | 5       |
| Casa delle Libertà                                                       | Wanda Ferro           | 188.288 | 23,6 | 67.189                             | 8,6     | 3    |         |
| Fratelli d’Italia – Alleanza Nazionale                                   | Wanda Ferro           | 188.288 | 23,6 | 19.353                             | 2,5     | –    |         |
| ↳ Gesamt                                                                 | Wanda Ferro           | 188.288 | 23,6 | 182.608                            | 23,3    | 8    |         |
|                                                                          | Nico D'Ascola         | 69.521  | 8,7  | Nuovo Centrodestra                 | 47.574  | 6,1  | 3       |
| Unione di Centro                                                         | Nico D'Ascola         | 69.521  | 8,7  | 21.020                             | 2,7     | –    |         |
| ↳ Gesamt                                                                 | Nico D'Ascola         | 69.521  | 8,7  | 68.594                             | 8,8     | 3    |         |
|                                                                          | Cono Cantelmi         | 39.658  | 5,0  | Movimento 5 Stelle                 | 38.345  | 4,9  | –       |
|                                                                          | Domenico Gattuso      | 10.567  | 1,3  | L’Altra Calabria (ALBA - AC - PRC) | 10.062  | 1,3  | –       |
| Gesamt                                                                   | Gesamt                | 798.263 | 100  |                                    | 782.397 | 100  | 30      |